# Чернозубов, Григорий Фёдорович
Григо́рий Фёдорович Чёрнозу́бов (30 января 1835 года — 2 июля 1906 года) — генерал-майор, участник Крымской войны и русско-турецкой войны 1877—1878 годов.

## Биография
Поступил на службу в Донское казачье войско 6 июня 1853 года, корнет с 28 сентября 1854 года, принимал участие в Крымской войне.
Поручик с 12 апреля 1859 года, штабс-ротмистр с 23 апреля 1861 года, ротмистр с 17 апреля 1862 года, полковник с 27 марта 1866 года. За это время Чернозубов командовал эскадронами и дивизионами в различных Донских полках.
16 мая 1872 года назначен командиром 22-го Донского казачьего полка и 26 февраля 1877 года возглавил 2-ю бригаду Сводной Кавказской казачьей дивизии, во главе которой выступил на Дунайский театр русско-турецкой войны. 28 октября того же года Чернозубов был назначен командиром 2-й бригады 9-й кавалерийской дивизии, а 23 февраля 1878 года получил в командование 2-ю бригаду 1-й Донской казачьей дивизии. За многочисленные отличия против турок Чернозубов был награждён несколькими орденами и золотой саблей с надписью «За храбрость». Также 18 июля 1877 года он был произведён в генерал-майоры.
С 2 марта 1889 года Чернозубов командовал 2-й бригадой 7-й кавалерийской дивизии.
Его сын, Фёдор, был генерал-лейтенантом и командовал Персидской казачьей бригадой.
Имя Г. Ф. Чернозубова носит улица в городе Кырджали (Болгария). Его имя выбито на памятной доске в Момчилграде (Кырджалийская область), освобождённом войсками под его командованием.
Чернозубов имел следующие награды:
- Орден Святой Анны 3-й степени (1864)
- Орден Святой Анны 2-й степени (1874)
- Орден Святого Владимира 4-й степени с мечами и бантом (1877)
- Золотая сабля с надписью «За храбрость» (1878)
- Орден Святого Владимира 3-й степени с мечами (1878)
- Орден Святого Станислава 1-й степени с мечами (1879)
- Орден Святой Анны 1-й степени с мечами (1879)
- Орден Святого Владимира 2-й степени (1884).